# Campos do Jordão
Pour les articles homonymes, voir Jordão.
Campos do Jordão est une municipalité du Brésil située dans l'État de São Paulo. Sa population était estimée à 50 541 habitants en 2014. Elle s'étend sur 290,055 km2. Elle fait partie de la microrégion de Campos do Jordão dans la mésorégion de la vallée du Paraíba Paulista.
La ville a accueilli en 2010 le Congrès ornithologique international.

## Démographie
| Évolution de la population (municipalité) | Évolution de la population (municipalité) | Évolution de la population (municipalité) | Évolution de la population (municipalité) |
| Année                                     | Population                                |                                           | %±                                        |
| ----------------------------------------- | ----------------------------------------- | ----------------------------------------- | ----------------------------------------- |
| 1940                                      | 11 716                                    |                                           | —                                         |
| 1950                                      | 13 040                                    |                                           | 11,3%                                     |
| 1960                                      | 16 665                                    |                                           | 27,8%                                     |
| 1970                                      | 18 706                                    |                                           | 12,2%                                     |
| 1980                                      | 26 105                                    |                                           | 39,6%                                     |
| 1991                                      | 37 135                                    |                                           | 42,3%                                     |
| 2000                                      | 44 252                                    |                                           | 19,2%                                     |
| 2010                                      | 47 789                                    |                                           | 8,0%                                      |
| 2022                                      | 46 974                                    |                                           | −1,7%                                     |
| ,                                         |                                           |                                           |                                           |